# Chirurgie viscérale
 (mai 2013).
La chirurgie viscérale  est une des branches essentielles de la chirurgie traitant essentiellement les affections des organes abdomino-pelviens. Elle est également désignée sous les termes de chirurgie générale et chirurgie digestive. Ainsi, les chirurgiens viscéraux traitent les affections de l'appareil digestif, mais aussi de la paroi abdominale ou encore d'autres organes intra-abdominaux non digestifs tels que la rate ou des glandes endocrines comme la thyroïde.
La chirurgie viscérale en France connaît actuellement une crise de vocations, alors que nombreux sont les chirurgiens exerçants qui atteignent l'âge de la retraite[réf. souhaitée].
Au point de vue technique, il existe plusieurs types d'abord :
- la chirurgie classique, à «ciel ouvert», par laparotomie ;
- la cœlioscopie qui permet grâce à la création d'un espace de travail par insufflation de dioxyde de carbone dans la cavité abdominale et introduction de différents instruments et d'une caméra, de mener à bien certaines interventions. L'exemple type est l'ablation de la vésicule biliaire encore appelée « cholécystectomie » ;
- les voies d'abord endo-luminales, par exemple pour le traitement des hémorroïdes ou l'exérèse de tumeurs du rectum.

Par ordre de fréquence, les affections les plus souvent traitées sont :
- en urgence :
  - appendicite
  - péritonite
  - occlusion intestinale
  - hernie étranglée
  - traumatismes abdominaux
  - hémorragies digestives (ulcère gastro-duodénal, etc.)
  - hémorroïdes…
- à froid :
  - vésicule biliaire
  - hernies et éventrations
  - pathologies coliques: Crohn et RCH, tumeurs, etc.
  - pathologies gastriques: RGO, ulcères, tumeurs, etc.
  - pathologies du foie et des voies biliaires
  - pathologies de l'intestin grêle, du pancréas, de la rate, etc.